# Trofeo Jaumendreu
El Trofeo Jaumendreu es una antigua prueba ciclista española organizada por primera vez en 1945. Tras 24 ediciones dejó de disputarse en 1969. 
Se disputaba en Montjuïc, en la ciudad de Barcelona (Cataluña).
Entre 1963 y 1969 se disputó como una etapa en el seno de la Semana Catalana. 
Los españoles Miguel Poblet y Francisco Masip con dos victorias han sido los únicos capaces de repetir triunfo.

## Palmarés
| Año                 | Ganador                 | Segundo                    | Tercero                     |
| ------------------- | ----------------------- | -------------------------- | --------------------------- |
| 1945                | Miguel Poblet           | Antonio Martín Eguia       | Francisco Masip             |
| 1946                | Bernardo Ruiz           | Antonio Gelabert           | Miguel Gual                 |
| 1947                | Miguel Poblet           | Bernardo Ruiz              | Bernardo Capó               |
| 1948                | Francisco Masip         | Miguel Poblet              | Vicente Torrella            |
| 1949                | Antonio Gelabert        | Bernardo Capó              | Artur Dorsé                 |
| 1950                | Francisco Masip         | Joaquin Filba              | Sergio Celebrowsky          |
| 1951                | Mariano Corrales        | Juan Crespo                | Miguel Chacón               |
| 1952                | Francisco Tarragona     | Angel Paris                | Santiago Mostajo            |
| 1953                | José Segú               | Federico Martín Bahamontes | Jaime Calucho               |
| 1954                | Aniceto Utset           | José Segú                  | Santiago Mostajo            |
| 1955                | Salvador Botella        | Santiago Mostajo           | Alfred Esmatges             |
| 1956                | Miguel Bover            | Salvador Botella           | Gabriel Company Bauzà       |
| 1957                | Antonio Ferraz          | Miguel Bover               | Jesús Galdeano              |
| 1958. No se disputó |                         |                            |                             |
| 1959                | Juan Campillo           | Fernando Mitjà             | José Carlos Sánchez         |
| 1960                | Antonio Bertrán         | José Pérez Francés         | Joan Escolà                 |
| 1961                | José Martín Quesada     | Antonio Gómez del Moral    | Juan Belmonte               |
| 1962                | Salvador Rosa           | Luis Mayoral               | Ángel Ibáñez                |
| 1963                | Fernando Manzaneque     | Antonio Suárez Vázquez     | José Pérez Francés          |
| 1964                | Joseph Novales          | Gabriel Mas                | Manuel Martín Piñera        |
| 1965                | Gregorio San Miguel     | Luis Otaño                 | Juan José Sagarduy          |
| 1966                | Antonio Gómez del Moral | José Antonio Momeñe        | José Manuel López Rodríguez |
| 1967                | José Pérez Francés      | Domingo Perurena Telletxea | Jaime Alomar                |
| 1968                | Paul Lemeteyer          | Serge Bolley               | José Ramón Goyeneche        |
| 1969                | Dino Zandegù            | Guido Reybrouck            | Georges Vandenberghe        |

## Palmarés por países
| País    | Victorias |
| ------- | --------- |
| España  | 21        |
| Francia | 2         |
| Italia  | 1         |